# سيمون فرانكلين
سيمون فرانكلين (بالإنجليزية: Simon Franklin)‏ هو مؤرخ بريطاني، ولد في 1953.